# Карибска еления
Карибската еления (Elaenia martinica) е вид птица от семейство Tyrannidae.

## Разпространение
Видът е разпространен в Ангуила, Антигуа и Барбуда, Аруба, Американските Вирджински острови, Барбадос, Белиз, Бонер, Синт Еустациус, Саба, Британските Вирджински острови, Гренада, Гваделупа, Доминика, Кайманови острови, Колумбия, Кюрасао, Мартиника, Мексико, Монсерат, Пуерто Рико, Сейнт Китс и Невис, Сейнт Лусия, Сен Мартен, Сейнт Винсент и Гренадини и САЩ.